# Amanda Carreras
Amanda Carreras (* 16. Mai 1990 in Gibraltar) ist eine britische Tennisspielerin.

## Karriere
Carreras begann im Alter von neun Jahren mit dem Tennisspielen. Ihre größten sportlichen Erfolge feierte sie bei Sandplatzturnieren. Sie tritt überwiegend auf der ITF Women’s World Tennis Tour an, auf dem sie bislang 11 Einzel- und 15 Doppeltitel gewinnen konnte.
Sie erhielt 2015 eine Wildcard für die Qualifikation in Wimbledon, schied aber bereits in der ersten Runde gegen Mandy Minella aus.

## Turniersiege

### Einzel
| Nr. | Datum              | Turnier   | Kategorie   | Belag        | Finalgegnerin          | Ergebnis        |
| --- | ------------------ | --------- | ----------- | ------------ | ---------------------- | --------------- |
| 1.  | 16. Mai 2009       | Manavgat  | ITF $10.000 | Sand         | Garbiñe Muguruza       | 7:5, 7:5        |
| 2.  | 23. Mai 2009       | Manavgat  | ITF $10.000 | Sand         | Sandra Roma            | 7:67, 6:72, 6:4 |
| 3.  | 6. November 2010   | La Marsa  | ITF $10.000 | Sand         | Erika Zanchetta        | 7:64, 6:0       |
| 4.  | 27. Mai 2012       | Getxo     | ITF $10.000 | Sand         | Yvonne Cavalle-Reimers | 6:3, 4:6, 6:4   |
| 5.  | 9. November 2014   | Vinaròs   | ITF $10.000 | Sand         | Diana Šumová           | 6:4, 6:1        |
| 6.  | 15. Februar 2015   | Palmanova | ITF $10.000 | Sand         | Olga Sáez Larra        | 6:4, 7:63       |
| 7.  | 22. Februar 2015   | Palmanova | ITF $10.000 | Sand         | Cristina Busca         | 7:5, 6:0        |
| 8.  | 20. September 2015 | Pula      | ITF $10.000 | Sand         | Jessica Pieri          | 6:4, 6:3        |
| 9.  | 15. November 2015  | Benicarlo | ITF $10.000 | Sand         | Diana Šumová           | 6:3, 6:2        |
| 10. | 24. November 2018  | Solarino  | ITF $15.000 | Teppich      | Catalina Pella         | 6:4, 3:6, 7:5   |
| 11. | 24. März 2019      | Le Havre  | ITF W15     | Sand (Halle) | Émeline Dartron        | 4:6, 6:3, 6:1   |

### Doppel
| Nr. | Datum             | Turnier         | Kategorie   | Belag     | Partnerin                | Finalgegnerinnen                            | Ergebnis           |
| --- | ----------------- | --------------- | ----------- | --------- | ------------------------ | ------------------------------------------- | ------------------ |
| 1.  | 11. Mai 2009      | Manavgat        | ITF $10.000 | Sand      | Valentina Sulpizio       | An-Sophie Mestach Sofie Oyen                | 4:6, 6:3, [10:4]   |
| 2.  | 18. Mai 2009      | Manavgat        | ITF $10.000 | Sand      | Valentina Sulpizio       | Julia Klackenberg Sandra Roma               | 6:0, 6:3           |
| 3.  | 23. November 2009 | La Vall d’Uixó  | ITF $10.000 | Sand      | Lara Arruabarrena        | Yera Campos Molina Sandra Soler Sola        | 6:4, 3:6, [11:9]   |
| 4.  | 3. Mai 2010       | Rio de Janeiro  | ITF $25.000 | Sand      | Bianca Botto             | María Fernanda Álvarez Terán Andreja Klepač | 3:6, 6:4, [10:8]   |
| 5.  | 1. November 2010  | La Marsa        | ITF $10.000 | Sand      | Sheila Solsona Carcasona | Ximena Hermoso Ivette López                 | 6:4, 7:5           |
| 6.  | 27. November 2010 | La Vall d’Uixó  | ITF $10.000 | Sand      | Andrea Gámiz             | Lara Arruabarrena Vecino Benedetta Davato   | 7:65, 6:3          |
| 7.  | 17. Juni 2011     | Montemor-o-Novo | ITF $10.000 | Hartplatz | Andrea Gámiz             | Ximena Hermoso Ivette Lopez                 | 6:3, 6:4           |
| 8.  | 14. Februar 2015  | Palmanova       | ITF $10.000 | Sand      | Alice Savoretti          | Irina Maria Bara Ágnes Bukta                | 6:4, 6:1           |
| 9.  | 24. Juli 2015     | Viserba         | ITF $10.000 | Sand      | Alice Savoretti          | Martina Di Giuseppe Giorgia Marchetti       | 6:3, 3:6, [10:3]   |
| 10. | 2. Oktober 2015   | La Vall d’Uixó  | ITF $10.000 | Sand      | Alice Savoretti          | María Cañero Pérez María Gutiérrez Carrasco | 6:1, 6:2           |
| 11. | 13. November 2015 | Benicarló       | ITF $10.000 | Sand      | Alice Savoretti          | Oleksandra Korashvili Ioana Loredana Roșca  | 6:3, 6:2           |
| 12. | 20. Mai 2016      | Caserta         | ITF $25.000 | Sand      | Alice Savoretti          | Oleksandra Korashvili Marija Marfutina      | 6:79, 7:65, [10:6] |
| 13. | 24. Juni 2016     | Nieuwpoort      | ITF $10.000 | Sand      | Alice Savoretti          | Steffi Distelmans Quirine Lemoine           | 6:2, 6:74, [10:8]  |
| 14. | 18. November 2016 | Benicarló       | ITF $10.000 | Sand      | Charlotte Römer          | Oleksandra Korashvili Isabelle Wallace      | 5:7, 6:3, [10:7]   |
| 15. | 14. April 2019    | Tabarka         | ITF W15     | Sand      | Ángela Fita Boluda       | Sarah Lee Chelsea Vanhoutte                 | 6:2, 6:3           |